# Scott Brash
Scott Brash MBE (Peebles, 23 de novembro de 1985) é um ginete de elite britânico, especialista em saltos, campeão olímpico.

## Carreira
Scott Brash representou seu país nos Jogos Olímpicos de 2012, na qual conquistou a medalha de ouro nos saltos por equipes em 2012.